# دان غريفز
دان غريفز (بالإنجليزية: Dan Greaves)‏ هو منافس ألعاب قوى بريطاني، ولد في 4 أكتوبر 1982.

## وصلات خارجية
- دان غريفز على موقع الاتحاد الدولي لألعاب القوى (الإنجليزية)
- دان غريفز على موقع الدوري الماسي (الإنجليزية)
- دان غريفز على موقع اتحاد ألعاب الكومنولث (مؤرشف) (الإنجليزية)